# Köröm
Köröm is een plaats (község) en gemeente in het Hongaarse comitaat Borsod-Abaúj-Zemplén. Köröm telt 1244 inwoners (2001).